# Alloretochus
Alloretochus is een geslacht van haften (Ephemeroptera) uit de familie Caenidae.

## Soorten
Het geslacht Alloretochus omvat de volgende soorten:
- Alloretochus peruanicus (Soldán, 1986)
- Alloretochus sigillatus Molineri, 2014[1]